# スパム (モンティ・パイソン)
『スパム』（英: Spam）は、1970年、テレビ番組『空飛ぶモンティ・パイソン』第2シリーズ第12話のラストに放送されたスケッチである。迷惑行為を表す「スパム」の語源となった。『スパムの多い料理店』、『スパムの多い大衆食堂』とも呼ばれる。

## スケッチの内容
何故かヴァイキングのたくさんいる大衆食堂にバン夫妻（エリック・アイドル、グレアム・チャップマン）が天井から吊り降ろされてやってきて、厚化粧のウェイトレス（テリー・ジョーンズ）にメニューを尋ねる。ウェイトレスはメニューを読み上げるが、その中は「豚肉と煮豆とスパム」「スパムと卵とソーセージとスパム」「スパムとスパムとスパムとスパムと煮豆とスパムとスパムと…」などと「スパム」ばかり入っている。スパム嫌いのバン夫人（チャップマン）は逆上するが、ウェイトレスはスパム入りのメニューしかないと言い張る。「スパム」が連発されるうちに、周りにいたヴァイキングたちが「スパム、スパム、スパム……」と合唱を始め、食堂はわけのわからない状態になる。
そこへハンガリー人（ジョン・クリーズ）がハンガリー・英語辞書を手に現れるが、辞書頼りのためウェイトレスへの注文が卑猥な発言（「かわいいお尻ちゃん」「私の腸はスパムでいっぱい」）になってしまい、不審者として警官に連れて行かれる。
カットが変わって歴史学者（マイケル・ペイリン）が登場し、ヴァイキングについて語り始めるが、その話の内容もすぐスパムだらけになり、背景の幕が吹っ飛ぶとそこは元の食堂で、結局ヴァイキングが合唱。食堂をバックに流れるクレジットも「SPAM」で溢れている。

## 誕生秘話
「スパム・スケッチ」を執筆したのは、同じオックスフォード大学を卒業したテリー・ジョーンズとマイケル・ペイリンである。それまでもビジュアル的でショックのある笑いを追求していた2人は、このスケッチも例にもれずシュールなものに仕上げた。だが、番組のメンバーによる台本読み合わせでこのスケッチを読んだ際、エリック・アイドルとテリー・ギリアムは爆笑したものの、グレアム・チャップマンとジョン・クリーズ（ともにケンブリッジ大学卒）は気に入らず、「書き直してもっとよくできるかもしれない」と持ちかけた。しかし、その結果書きあがった台本を読むと、ある程度筋の通ったストーリーになってしまい、本来のスケッチにあったリズムとインパクトが失われてしまった。そこでジョーンズとペイリンは、撮影の直前にこっそり台本を最初の物とすり替え撮影したという。
また、このスケッチが執筆された背景には、スパムが第二次世界大戦に端を発する英国の食糧不足から外れた数少ない肉類の一つだったために、見慣れていて飽き飽きする食べ物という意識を募らせていたという史実がある。英国の配給制は戦後もしばらくの間続いたが、その中で肉類は、配給制解除がもっとも遅かった物資の1つ（1954年7月解除）であった。従って1940年前後の生まれであるパイソンズメンバーのほとんどは、少年時代に肉の配給制を経験しており、唯一の英国外出身のテリー・ギリアム（1968年に英国籍取得）はもともとアメリカ人で、スパムの輸出国の出である。

## ダブル・ミーニング
このスケッチにおいて「スパム（SPAM）」は「スパーム（Sperm）（英語で「精子」の意）」とイギリス英語での発音が似ていることから、それを使ったダブル・ミーニングの言葉遊びがしばしば用いられる。例えば「玉子とスパム」が「卵子と精子」、「ソーセージとスパム」が「男性器と精子」、バン夫人が「〜と、ソーセージのスパム抜きをちょうだい」と頼んだのに対しウェイトレスが「精子のない男性器」ととらえて嫌悪感をあらわにした、などと解釈できるといったネタである。同様に、ヴァイキングの歌の中の「可愛いスパム」という歌詞は「可愛い精子」と解釈できるし、「私の腸はスパムでいっぱい」は、直前の「かわいいお尻ちゃん」共々男色行為を連想させる。このように、このスケッチにはダブル・ミーニングを使った隠喩があちこちに散りばめてある。

## 迷惑行為としての「スパム」との関連
このスケッチにおいて「スパム」が執拗に繰り返される様子が、迷惑メールなどを表す「スパム」の語源の一つとされる 。詳しくはスパム#迷惑行為とスパムを参照。

## その他
自社の製品を元ネタに使われたホーメル食品は、はじめはあまり好意的ではなかったものの、宣伝効果を狙って、ミュージカル『スパマロット』のスポンサーをつとめたり、「スパム博物館」を設立してモンティ・パイソンのコーナーを設けたりするなど、次第にスケッチを支持するようになった。
2014年のパイソンズ復活ライヴでは、スケッチとしては最後から二番目に演じられた。この際、バン夫人の役は死去したグレアム・チャップマンに代わりキャロル・クリーヴランドが演じた。その後スケッチは「死んだオウム」に繋がる。